# 허우령
허우령(1998년 9월 6일 ~ )은 대한민국의 유튜버이자 앵커이다.

## 학력
- 건국대학교 미디어커뮤니케이션과

## 방송
- 2020년 : KBS joy 《무엇이든 물어보살》
- 2020년 : KBS 1TV 《사랑의 가족》
- 2021년 : EBS 1TV 《다큐 잇》
- 2023년 4월 3일 ~ 2025년 3월 14일 : KBS 1TV《KBS 뉴스 12》장애인 앵커[1]
- 2023년 : SBS TV 강심장 리그[2]